# Kinderhook (Illinois)
Kinderhook és una població dels Estats Units a l'estat d'Illinois. Segons el cens del 2000 tenia 249 habitants.

## Demografia
Segons el cens del 2000, Kinderhook tenia 249 habitants, 101 habitatges, i 73 famílies. La densitat de població era de 109,2 habitants/km².
Dels 101 habitatges en un 38,6% hi vivien nens de menys de 18 anys, en un 60,4% hi vivien parelles casades, en un 9,9% dones solteres, i en un 27,7% no eren unitats familiars. En el 24,8% dels habitatges hi vivien persones soles el 14,9% de les quals corresponia a persones de 65 anys o més que vivien soles. El nombre mitjà de persones vivint en cada habitatge era de 2,47 i el nombre mitjà de persones que vivien en cada família era de 2,9.
Per edats la població es repartia de la següent manera: un 27,7% tenia menys de 18 anys, un 8% entre 18 i 24, un 28,1% entre 25 i 44, un 24,5% de 45 a 60 i un 11,6% 65 anys o més.
L'edat mediana era de 36 anys. Per cada 100 dones de 18 o més anys hi havia 95,7 homes.
La renda mediana per habitatge era de 38.438 $ i la renda mediana per família de 41.875 $. Els homes tenien una renda mediana de 22.500 $ mentre que les dones 16.750 $. La renda per capita de la població era de 16.328 $. Aproximadament l'1,3% de les famílies i el 6,3% de la població estaven per davall del llindar de pobresa.

## Poblacions més properes
El següent diagrama mostra les poblacions més properes.